# Paratetrastichus ponapensis
Paratetrastichus ponapensis är en stekelart som beskrevs av Yoshimoto och Ishii 1965. Paratetrastichus ponapensis ingår i släktet Paratetrastichus och familjen finglanssteklar. Inga underarter finns listade i Catalogue of Life.